# Kleiner Antillen-Fruchtvampir

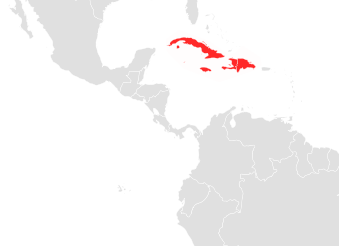
Verbreitungsgebiet des Kleinen Antillen-Fruchtvampirs

Der Kleine Antillen-Fruchtvampir (Brachyphylla nana) ist eine Fledermausart aus der Gattung der Antillen-Fruchtvampire (Brachyphylla) innerhalb der Familie der Blattnasen (Phyllostomidae), die auf den Großen Antillen beheimatet ist.
Der griechische Gattungsname Brachyphylla setzt sich aus brachys (=„kurz“) und phyllo (=„Blatt“) zusammen, was sich auf das reduzierte Nasenblatt bezieht. Der Artname nana bedeutet „Zwerg“, da die Art relativ klein ist.

## Beschreibung
Der Kleine Antillen-Fruchtvampir ist eine kleine Fledermaus, wobei die Weibchen größer sind als die Männchen (Sexualdimorphismus). Die Gesamtlänge beträgt 65–92 mm. Die Haare sind am Ansatz weiß bis gelblich, an den Spitzen dunkelbraun bis grau.

## Lebensweise
Der Kleine Antillen-Fruchtvampir ist eine der häufigsten Fledermausarten Kubas, jedoch selten auf Haiti. Die Wahl des Ruheplatzes ist lokal unterschiedlich und orientiert sich wahrscheinlich am jeweiligen Angebot an Höhlen. In Kuba bildet der Kleine Antillen-Fruchtvampir große Kolonien in warmen, feuchten, klimatisch stabilen Höhlen, wo sie oft zusammen mit Phyllonycteris poeyi, Mormoops blainvillei und drei Arten der Gattung Pteronotus an Decken und Wänden hängt. Auf den Caicos-Inseln hingegen kommt die Art in Gruppen von 30 bis 40 Tieren in nicht zu feuchten, relativ kühlen Höhlen vor, die ein weniger stabiles Klima aufweisen. Dort findet man sie zusammen mit Erophylla sezekorni, Monophyllus redmani und Macrotus waterhousii.
Das Nahrungsspektrum des Kleinen Antillen-Fruchtvampirs umfasst Früchte, Pollen, Nektar und Insekten. Sie ist somit ein wichtiger Bestäuber von Blütenpflanzen und trägt zum Verbreiten von Samen bei. In Kuba und auf der Insel Pines wird der Kleine Antillen-Fruchtvampir von Schleiereulen gejagt. Über die Reproduktion ist wenig bekannt. Weibchen können zwischen Dezember und Mai trächtig sein.

## Verbreitung und Lebensraum
Der Kleine Antillen-Fruchtvampir kommt auf den Kaimaninseln, Kuba, Haiti und in der Dominikanischen Republik vor. Ihr Bestand wird von der IUCN dank der weiten Verbreitung und wahrscheinlich großen Populationen sowie ihres Vorkommen in Schutzgebieten als ungefährdet eingestuft.